# Атанас Минчов
Атанас Тодор Минчов е български политик от Консервативната партия.
Датата и мястото му на раждане са неизвестни. Подпредседател е на III обикновено народно събрание. Датата и мястото му на смърт също са неизвестни.